# Sun Car Produktion
Die Sun Car Produktion GmbH war ein deutscher Hersteller von Automobilen in Quickborn.

## Unternehmensgeschichte
Das Unternehmen begann 1985 unter Leitung von Jürgen Schöne mit der Produktion von Automobilen. Der Markenname lautete Sun Car. Etwa 1986 endete die Produktion.

## Fahrzeuge
Das einzige Modell war der Terral. Dies war ein VW-Buggy. Auf das Fahrgestell vom VW Käfer wurde eine offene Karosserie aus Kunststoff montiert. Für den Antrieb sorgte der originale Vierzylinder-Boxermotor.